# Thorough
Thorough is een Brits historisch merk van motorfietsen.
De bedrijfsnaam was G. Featherstone & Son, London. 
Thorough was een Engels merk dat alleen in 1903 motorfietsen bouwde met MMC- en Coronet-inbouwmotoren.